# Латышев, Юрий Иванович
Юрий Иванович Латышев (22 марта 1932, Мелекесс, Мелекесский район, Ульяновская область, РСФСР, СССР — 3 декабря 2020, Ульяновск, Россия) — русский педагог-новатор, писатель, публицист, общественный деятель, создатель авторской педтехнологии поурочного проектного метода обучения с использованием интенсивного алгоритма контроля знаний учащихся, автор методики, основанной на педагогической технологии перевёрнутого обучения, получившей широкое распространение в России, Заслуженный учитель РФ (1982), Почётный гражданин Ульяновска (2001), Народный учитель Российской Федерации (2005).

## Биография

### Молодость и учёба

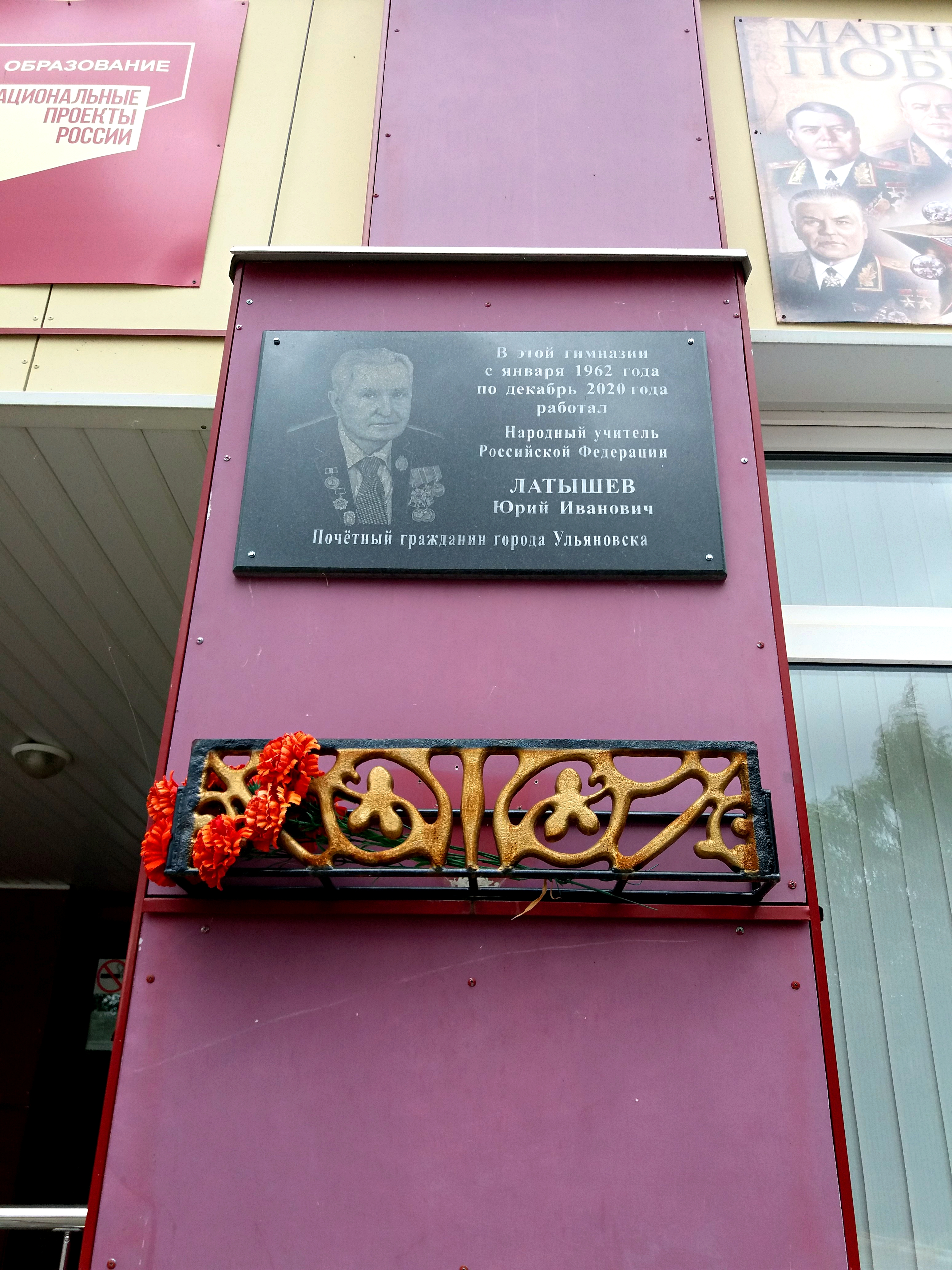
Мемориальная доска Ю. И. Латышеву (на Гимназии № 44).

Родился 22 марта 1932 г. в г Мелекесс, Мелекесский район, Ульяновская область, РСФСР, СССР сейчас Димитровград. В 1938 году переехал г. Чкалов (Оренбургская область), в 1943 году — в г. Кострому, где мать Юрия Ивановича была назначена начальником облпчёлконторы. Отец Иван Андреевич был кадровым военным интендантом, погиб весной 1942 года на Юго-Западном фронте.
В 14 лет Юрий Иванович вступил в комсомол и был избран комсоргом группы. В Костроме начал серьёзно заниматься спортом, играл в клубных футбольных командах общества «Текстильщик». В 8 классе семья переехала к родным в Мелекесс, где Юрий Иванович проучился до 2-й четверти 9 класса. В 1948 году в 9 классе семья переехала в г. Саранск Мордовской АССР, где Латышев закончил 10-летку в 4-й мужской средней школе. В школе тяготел к математике и готовился поступать в МАИ, но по семейным обстоятельствам сделать этого не мог из-за болезни матери.

Было принято решение поступить в Саранский педагогический институт им. Огарёва. Поступал на физико-математический, но из-за курьезного случая поступил на истфак: 
…Уезжая на соревнования, я попросил друзей по спорту из института подать документы на физмат. Экзамены в то время во всех институтах начинались с 1 августа, а я вернулся 30 июля в Саранск. Пришел в институт и к своему ужасу не нашёл своей фамилии в списке абитуриентов на физико-математический факультет. Бросился искать друзей, которым поручал сдать мои документы. Их ответ был “словно гром среди ясного неба”: “На физмате и так спортсменов много, а на историческом мало, ищи свою фамилию среди абитуриентов исторического факультета”. Я не был готов к такому повороту, но поезд уже ушёл. Сочинение, литературу и географию я сдал на “5”, а по истории еле наскрёб “4” благодаря тому, что экзамены принимал преподаватель пединститута Михаил Иванович Шатунов, руководивший практикой студентов в нашей школе и знавший меня с хорошей стороны
	В 1951 году переехал с семьёй в Ульяновск, где продолжил учиться со 2 курса Ульяновского государственного педагогического института. 
	Преподавателями стали высококвалифицированные педагоги-учёные: профессора Левинтов Н. Г., Таубин Р. А., кандидаты исторических наук Сытин С. Л., Иванова М. Г., писатель Коновалов Г. И., Домбровский (рус. литература), Вургафт (зарубежная литература). 

### Работа учителем 1954—1988 годы
В 1954 г., окончив институт, Юрий Иванович был принят на работу в Заволжском районе в семилетнюю школу № 13 (Королёвка), которая преобразовывалась в этом же году в среднюю 42-ю. Здесь он вёл историю, но основной нагрузкой несколько лет была физкультура в старших классах.                                                                                                                                               
В 1960 году получил перевод в 44 школу, ныне Гимназия № 44.
В 1976 году обобщил впервые свой педагогический опыт, описал педтехнологию, которая решала задачу конкурентоспособности выпускника. Был оборудован кабинет, который позволил широко использовать технические средства: диапроектор, фильмоскоп, кинопроектор, проигрыватель, шторы затемнения на окнах, стандартный экран, пакет выдвижных исторических карт, выдвигавшихся по струнам и устройство для хранения наглядных пособий без реек, крепившихся к доске с помощью магнитов. Фотографии и тексты были оформлены на большой раскладушке. Тогда же впервые были начаты социологические исследования, которые помогли понять через мнение учеников педтехнологию. В 1978 году Юрий Иванович переходит на преподавание с помощью опорных конспектов. Первоначально они были громоздкими и предназначались учителю, а с 1979 пришло понимание, что они должны быть предназначены ученикам. Так появился тематически-акцентированный конспект, который разошёлся по всей стране, используется многими учителями обществоведческих дисциплин.
С 1979 году Юрий Иванович начал работать на лингафонной лаборатории, которую дети прозвали «комплекс», начался новый поиск в педтехнологии, который определялся ежеурочным контролем учащихся, самооценкой и оценкой знаний по видам учебной деятельности. Тематически-акцентированный конспект (ТАК) приобретает современный вид, становится основой для развития памяти. Рождается метод «мультипликации» (вариант технологии полного усвоения знаний на уроке), позволявший обучать всех на уроке, этот метод был энергозатратным для учителя, но очень эффективным. Для работы с 5-8 классами был изобретён «следящий конспект», который был проще для младших школьников.
Применение лингафонной лаборатории позволило резко увеличить возможности по развитию устной речи (ученики старших классов наговаривали по 6-7 часов за год, отвечая учителю), более систематической стала подготовка учеников к урокам.
В 1981 году были проведены первые межпредметные уроки по философскому содержанию учебных предметов. Большинство учителей включились в подготовку и проведение таких уроков. Был накоплен опыт и в 1986 г. на областных педчтениях заняли 6 первых мест. Межпредметные уроки в 80-90 годы были нормой жизни педколлектива и компьютерный центр гимназии набрал уже более 20 брошюр с такими уроками. В 2007 году Юрий Иванович вместе с заслуженными учителями РФ учителем литературы и музыки Хандыго Н. А. и учителем изобразительного искусства Бондаренко В. И. участвовали в российском конкурсе «Современный урок», послав системную подборку интегрированных уроков «Симбирск-Ульяновск в родословной России». Работа получила Диплом Первой степени.

### Работа учителем 1989—1999 годы
В 1989 г. в Ульяновской области, а затем в Москве вышла брошюра «Размышления об уроке», которая подводила итог педагогических поисков в 45 минутном уроке. Брошюра несколько раз переиздавалась.
В декабре 1989 г. директором школы, где преподавал Юрий Иванович, была избрана Жуковская Л. С., к маю 1990 г. педагогический коллектив принимает решение перейти на модульный урок. Это был поворот к новому в жизни школы. Юрий Иванович ищет новые подходы к эффективному уроку 3Х30 мин.
В 1999 г. выходит вторая часть брошюры «Размышления об уроке», но судьба её была ещё короче: через 3 месяца она разошлась и была переиздана в 2001 году. Печатные брошюры «Комфортный алгоритм модульного урока» и «Алгоритмизация управленческих действий в школе» стали определённым итогом исследовательской работы коллектива и становлением «писательской» деятельности Юрия Ивановича.
1990-91 учебный год стал началом работы республиканской школы педагогического опыта (ШПО). Первый год было 4 семинара, в последующие годы проводили по 2 семинара, всего побывало на семинарах за 18 лет более 600 учителей и работников образования.
Этот же год был урожайным на новации: Юрий Иванович вместе с педколлективом первыми в Ульяновской области начали преподавание граждановедения по программе Соколова Я. В.
С 1992 Юрий Иванович участвует в российско-американских семинарах Я. В. Соколова на побережье Чёрного моря. Руководитель проекта с американской стороны Джозеф Джулиан принимал участие в одном из уроков по граждановедению в 7 классе в 44-й школе, в 1993 году принимал участие в первой российской конференции в Ульяновске, давал открытый урок с М. А. Шкробовой и выступал на пленарном заседании.
Начало 90-х годов ознаменовались выездными семинарами в другие регионы страны в составе бригады Сковина Е. В. (Павлодар, Донецк, Тула). Первый самостоятельный семинар Юрий Иванович провёл в Йошкар-Оле, потом последовали многодневные семинары в Чите (3 раза), Воронеже, Саранске, Элисте (3 раза), Сургуте, Мурманске (2 раза), Снежногорске, Пензе, Новокузнецке (3 раза). По приглашению кабинета истории выступал на курсах перед слушателями в Центральном институте повышения квалификации и в областном в Москве.
Как заместитель директора по опытно-экспериментальной работе, Юрий Иванович руководил инновационными направлениями, готовил документы на творческие отчёты, конкурсы «Школа года» в области и республики, представлял коллектив школы на республиканской конференции лауреатов конкурса «Школа года» в Москве в 1998 году. В 1993 году подготовил проект Устава школы, а в 2000 году новую редакцию Устава.
Опытно-экспериментальная работа в школе была построена по принципам ВНИКов и ВТК, что позволяло вовлечь большую часть педколлектива в исследовательскую работу. Была разработана новая структура управления школой как совокупностью подсистем. Для публикации в 2000 г. подготовлена брошюра «Алгоритмизация управленческих действий»
Юрий Иванович разработал положения по специализированным классам, предложил возможные варианты учебных планов в этих классах.
С 1995 года стал организовывать игры в рамках избирательной системы, что привело к новой структуре соуправления на основе игры «Новая цивилизация». Стал советником президента Гардарики (так называлась «республика» в 44-й школе) по конституционным вопросам.

### Работа учителем 2000—2010 годы
В 2004 году школа получила статус гимназии, 11-е классы Юрия Ивановича писали контрольную работу по обществознанию, результат: более 90 % учащихся написали её на «4» и «5».
Написал новую редакцию Устава гимназии Концепцию и Программу развития гимназии до 2010 года.
С 2005 года темой исследования стала проблема совместного участия учителя и ученика по управлению качеством образования.
В начале 2007 г. закончил работу над книгой «Проектный метод в деятельности учителя и ученика», рецензию и предисловие написала к.п.н. Табарданова Т. Б., издана на средства семьи внучки Лидии Бакаевой в 2010 году, в 2013 году на российском конкурсе «Современный урок» работа получила диплом Второй степени.
В 2007 году к юбилею вышла вторым изданием в 500 экземпляров на средства ученика Юрия Ивановича Ртищева В. А. (первое издание вышло в 2004 году) книжка из двух частей: «Афоризмы и размышлизмы: 50 за 50 лет у классной доски о себе, своих учениках и педагогическом кредо» и «Уроки-проповедь».
Стал лауреатом российского конкурса на грант «Лучший учитель России» (2006-07 учебный год).
С этого же года стал использовать интерактивную доску, полученную по миллионному гранту, учредил денежную Премию народного учителя России для учащихся гимназии в конкурсе на лучшую презентацию по истории и обществознанию. Впоследствии эта премия переросла рамки школы: участниками олимпиады стали учащиеся Заволжского и Чердаклинского районов города Ульяновска и Ульяновской области.
В 2006 году награждён памятными часами Избирательной Комиссией Ульяновской области за вклад в формирование политически грамотного избирателя в школе. При поддержке Областной Избирательной комиссии, выпустил брошюру «Грамотный избиратель рождается в школе».
2005-06 год был годом тяжёлого испытания: перенёс операцию, стал инвалидом III группы, но работать не прекратил, вновь стал проводить республиканско-областную школу педагогического опыта (пропустил лишь в 2006 г.). Число участников было большим, видимо, в силу того, что многие учителя подавали заявления на участие во Всероссийском конкурсе «лучший учитель России» на денежный грант, и большую поддержку управления образования.
В 2010 году прошло несколько мероприятий по фальсификации 2-й Мировой войны и роли СССР в разгроме фашистской Германии, выступал на заседании законодательного собрания области, был модератором одной секции на Московском международном конгрессе учителей по этой теме.
В 2010 году в конкурсе «Лучший учитель России» занял второе место из более ста претендентов.
Умер 3 декабря 2020 года от Ковида. Похоронен на Заволжском кладбище в городе Ульяновске.

## Награды и звания
- Орден Почёта (1996)
- Медаль «Ветеран труда» (1983)
- Народный учитель Российской Федерации (2005)
- Заслуженный учитель школы РСФСР (1982)
- Почётный гражданин Ульяновска (2001)
- Диплом и нагрудный знак «За выдающийся вклад в воспитание граждан России» в связи с занесением в энциклопедию «Одарённые дети России» по номинации «Учитель» (2006 год)
- Имя Юрия Ивановича Латышева внесено в Симбирско-Ульяновскую энциклопедию, в Атлас «Золотой Фонд учителей России»(2010 год), в региональную книгу Почёта «Героев малой Родины» (2016 год)
- Дважды лауреат гранта «Лучший учитель России» (2007, 2011 г.г.) в рамках Приоритетного национального проекта «Образование»
- Награждён медалью Почёта Губернатора Ульяновской области (2012 год)[7].
- Отмечен знаком «За заслуги перед Ульяновском».
- Памятный знак «В память о праздничном параде в Ульяновской области в день 70-летия Победы в Великой Отечественной войне 1941-1945 годов»[8].
- «Почётный гражданин Ульяновской области» (посмертно) (2023)[9].

## Память
- В 2021 году Ульяновскому лицею № 101 присвоено имя Народного учителя Российской Федерации Ю. И. Латышева[10][11][12].
- На здании Гимназии № 44 (Ульяновск) установлена мемориальная доска.
- Улица Педагога Латышева в Ульяновске, наименована 28 октября 2022 г.
- 26 мая 2021 года, на улице Оренбургской, 36, где проживал педагог, открыли мемориальную доску[13].
- В июле 2023 года, на региональном этапе Фестиваля уличного искусства «ФормART», на фасаде дома № 75 по улице Панорамной, недалеко от лицея № 101 носящее имя Ю. И. Латышева, победителем стал мурал «Перевёрнутый урок» с изображением Юрия Латышева[14].

## Семья
- Супруга Лидия Сергеевна Жуковская-Латышева — заслуженный учитель РФ, кавалер ордена Почёта и общественной награды «Орден Екатерины Великой I степени», орден «За заслуги перед Отечеством» II степени (2014), почётный гражданин Ульяновской области[15]. Сын — Андрей; Анатолий Бакаев — муж младшей внучки Латышевых Лидии[5][16].

## Ю. И. Латышев в литературе
- Статья о Юрие Ивановиче Латышеве есть в книге Фортунатова В. В. «Российская история в лицах»[17];